# Euphorbia ophthalmica
Euphorbia ophthalmica Pers.  es una especie fanerógama perteneciente a la familia de las euforbiáceas.

## Distribución
Se distribuye ampliamente en los trópicos desde el sudeste de los Estados Unidos hasta Argentina e Islas Galápagos.

## Hábitat
En diferentes hábitats pero en especial como arvense y ruderal. Es más frecuente en sitios pisados, como grietas de calles o calles empedradas, orillas de caminos, etc.
En el Valle de México se encuentra de los 2250 a los 2800 m s. n. m. En Costa Rica de los 20 a los 1200 m s. n. m.

## Descripción
Es una hierba anual de vida corta, tendida, extendiéndose radialmente sobre el suelo, de aspecto delicado, cubierta de pelillos frecuentemente multicelulares y amarillos. Alcanza un tamaño de hasta 50 cm de diámetro. Es tallo es ramificado en forma dicotómica. Las hojas son opuestas, de menos de 1 cm de largo y de menos de 0.6 cm de ancho, ovadas a oblongo-lanceoladas, asimétricas, ápice agudo, con el margen frecuentemente aserrado, la base fuertemente asimétrica, con pelillos (más abundantes en la cara inferior), frecuentemente con una mancha de color rojo oscuro sobre la cara superior. En la inflorescencia, las flores están densamente agrupadas hacia los extremos de las ramas.
Las flores de estas plantas se encuentran muy modificadas; la estructura que parece una flor, es decir la que lleva el ovario y los estambres, es en realidad una inflorescencia llamada ciatio, que en su interior lleva de 2 a 8 flores masculinas (cada flor representada exclusivamente por 1 estambre desnudo) y una flor femenina (representada por un ovario con 3 estilos muy cortos de aproximadamente 0.2 mm de largo, cada uno dividido en 2 ramas, el ovario sobre una larga columna); estos ciatios son en forma de copa, de menos de 1 mm de alto, en su borde presenta 4 glándulas en forma de copa que a veces se extienden en estructuras planas parecidas a pétalos de color blanco o rojizo. El fruto es una cápsula trilobada, de 1 a 1.5 mm de alto, cubierta de pelillos reclinados; al madurar el fruto se separa en 3 partes, y cada una se abre para dejar salir su única semilla. Las semillas ovoides, 4-anguladas, con el ápice agudo y la base truncada, de 0.7 a 0.9 mm de largo, de color rosa o café-rojizo, con surcos transversales en su superficie.
Características especiales: Con látex blanco.

## Taxonomía
Euphorbia ophthalmica fue descrita por Christiaan Hendrik Persoon y publicado en Synopsis Plantarum 2(1): 13. 1806.
Etimología
Euphorbia: nombre genérico que deriva del médico griego del rey Juba II de Mauritania (52 a 50 a. C. - 23), Euphorbus, en su honor – o en alusión a su gran vientre –  ya que usaba médicamente Euphorbia resinifera. En 1753 Carlos Linneo asignó el nombre a todo el género.
ophthalmica: epíteto latino 
Sinonimia
- Chamaesyce ophthalmica (Pers.) D.G.Burch (1966).
- Euphorbia hirta var. ophthalmica (Pers.) Allem & Irgang (1975).
- Euphorbia procumbens DC. (1813), nom. illeg.
- Euphorbia pilulifera var. procumbens Boiss. in A.P.de Candolle (1862).
- Chamaesyce pilulifera var. procumbens Small (1903).
- Euphorbia hirta var. procumbens (Boiss.) N.E.Br. in D.Oliver & auct. suc. (eds.) (1911).
- Euphorbia bicapitata Brandegee (1917).
- Chamaesyce hirta var. procumbens Moldenke (1940).
- Chamaesyce hirta subsp. procumbens Croizat (1941).[7][8]

## Nombre común
- Castellano: Ciridoña morada (fuente).